# シラオキ
シラオキは日本の競走馬、繁殖牝馬。おもな勝ち鞍は1951年の函館記念のみであるが、ほかに優駿競走（日本ダービー）2着の成績を残している。繁殖牝馬として顕彰馬コダマ、皐月賞優勝馬シンツバメといった活躍馬を送り出し、さらに子孫の活躍により今日シラオキ系と呼ばれる一大牝系の祖となった。半弟に京阪杯優勝馬タツテル（父ライジングフレーム）、大阪杯優勝馬ホマレイチ（父ハルステーツ）がいる。
- 馬齢は2000年以前に使用された旧表記（数え年）で記述する。

## 経歴
1946年、三菱財閥が経営する小岩井農場に生まれる。父は当時の名種牡馬の1頭プリメロ、母の第弐スターカツプは、3度のリーディングサイアーを獲得したダイオライトと帝室御賞典優勝牝馬スターカップの娘という良血馬だった。幼名は駒興（こまおき）。3歳の4月に小岩井農場主催のセリ市に出品され、50万6000円で調教師の藤本冨良に落札された。その後大倉トヨヱの所有馬となり、秋に競走名「シラオキ」と改名され藤本厩舎に入った。

### 戦績
3歳11月にデビューを迎え、初戦は蛯名武五郎を背にレコードタイムで勝利する。しかしその後は好走を続けるものの勝利には至らず、2勝目を挙げたのは4歳の4月末の条件戦でのことだった。その5日後には皐月賞に出走し、トサミドリの5着。続いて4歳牝馬特別を桜花賞優勝馬ヤシマドオターの2着として優駿競走へと駒を進めた。
この競走はトサミドリが不動の本命と目され、シラオキは23頭立ての12番人気に過ぎなかった。ところがレースではトサミドリが第2コーナーから暴走気味に加速してスタミナを浪費、さらに向正面で馬群が混乱した煽りを受けたミネノマツ、コマオー、ヤシマドオターが落馬競走中止という事態となる。最後の直線に入るとトサミドリは早々に失速し、代わりに中団に控えていた19番人気のタチカゼが抜け出して優勝、さらに半馬身差の2着に後方から追い込んだシラオキが入線し、優駿競走史上空前の歴史的な波乱となった。
その後シラオキは連闘で出走した優勝戦で、目黒記念優勝の古馬タピトをハナ差で降し優勝。次走のオープン戦も連勝し、11月の優駿牝馬競走では3着となった。古馬となった5歳時にはやや精彩を欠き、しばし勝利から遠ざかる。秋には馬主が替わり、それに伴い京都の伊藤勝吉厩舎に移籍となった。転厩後、関西での初出走となったオープン戦でおよそ10ヶ月振りの勝利を挙げた。その後も頑健に走り続け、6歳8月には函館記念を制した。その後4戦し、引退レースとなったオープン戦に優勝して競走馬を引退。ダービーの年に故郷・小岩井農場が母体の三菱財閥の解体によりサラブレッド生産から撤退していたため、北海道浦河町の冨岡牧場で繁殖牝馬となった。

### 繁殖牝馬時代
初年度にはヴィーノーピュローが種付けされ、翌年無事に初産駒となる牝馬を出産した。しかしこの直後、馬主の伊藤由五郎と牧場主の冨岡清己がシラオキの処遇を巡って対立、さらに翌年から不受胎と流産を繰り返し、3年間を産駒のないまま過ごした。これを受けてシラオキは冨岡牧場の縁戚に当たる鎌田牧場に移された。以降は一転して順調な繁殖生活を続け、1957年、ブッフラーとの間に第2仔となる牡駒コダマを産んだ。同馬は皐月賞、東京優駿、宝塚記念等に優勝し「超特急コダマ」と称され、さらにその1年下の半弟シンツバメも皐月賞に優勝、名繁殖との評価を確立した。以降の産駒は競走馬としての大成はできなかったが、各牝駒が母あるいは祖母として優秀な産駒を次々と輩出し、牝系が大きく広がった。
シラオキ自身は1973年に老衰により28歳で死去する。しかしその死後も子孫から活躍馬が続出し、確実に活躍馬が出る牝系として生産者からの高い人気を獲得した。シラオキから派生した系統は特に「シラオキ系」と呼ばれ、その子孫からは桜花賞優勝馬シスタートウショウ、菊花賞優勝馬マチカネフクキタルや、東京優駿などGI競走4勝を挙げたスペシャルウィーク、牝馬として史上3頭目の日本ダービー優勝馬となったウオッカなど、数々の活躍馬が出ている。特に1990年代後半、外国産馬や欧米からの高価な輸入牝馬の産駒が大勢を占めていた中でのスペシャルウィークの活躍は、その父がリーディングサイアーのサンデーサイレンス だったことから、流行血統と在来血統の融合として日本の牝系が改めて見直されるきっかけとなり、血統解説書等でその血統背景が詳細に取り上げられた。
2000年には、日本中央競馬会の機関誌『優駿』が選出した「20世紀のベストホース100」の1頭に名を連ねた。100頭のうち、旧八大競走、GI級競走に勝利していない選出馬はシラオキのみであった。また、2007年には六代孫の牝馬ウオッカが東京優駿に勝利。優駿競走2着のシラオキに再び着目する報道もあった。

## 系図
- Mayonaise 1856 ---No.3-l始祖
  - Carine 1866
    - True Love 1878
      - Sterling Love 1883
        - Stirrup Cup 1890
          - *フロリースカツプ 1904 ←---フロリースカツプ牝系へ戻る
            - 第四フロリースカツプ 1912
              - フロリスト 1919 ←--- フロリスト牝系へ戻る
                - スターカツプ 1930 ←---スターカツプ牝系へ戻る
                  - 第弐スターカツプ 1937
                    - シラオキ 1946 ---↓改行

---↓シラオキ牝系
牝系図の主要な部分（太字はGI級競走優勝馬）は以下の通り。「f」は「filly（牝馬）」、「c」は「colt（牡馬）」の略。
- シラオキ 1946
  - コンゴーセキ 1953 f
    - ゴーフウ 1958 f
      - フウエツ 1968 f
        - タニノチェスター 1972 c（阪神大賞典）

      - フーセン 1973 f
        - シンシラオキ 1978 f
          - シヨノロマン 1985 f（ローズステークス、桜花賞2着、エリザベス女王杯2着）

    - ミスサチヨ 1959 f
      - サチカマダ 1968 f
        - ノスタルヒアス 1974 f
          - ヤエシラオキ 1989 f
            - テイエムドラゴン 2002 c（中山大障害など重賞4勝）

        - フクショウカマダ 1979 f
          - ホマレノプリンセス 1990 f
            - ブレイクタイム 1997 c（京成杯オータムハンデキャップ2回）
            - レオソレイユ 2002 f
              - レオアクティブ 2009 c（京王杯2歳ステークス、京成杯オータムハンデキャップ）

    - コウセキ 1966 f
      - ハシコトブキ 1974 c（京都記念・秋、朝日チャレンジカップ、愛知杯）

  - コダマ 1957 c（皐月賞、東京優駿、宝塚記念、阪神3歳ステークスなど重賞7勝）
  - シンツバメ 1958 c（皐月賞）
  - ワカシラオキ 1960 f
    - ローズトウショウ 1965 f
      - トウショウロック 1971 c （ダイヤモンドステークス、ステイヤーズステークス、桐花賞、北上川大賞典）
      - グレイトウショウ 1974 f
        - アテナトウショウ 1981 f
          - マチカネフクキタル 1994 c（菊花賞など重賞3勝）

      - コーニストウショウ 1977 f
        - エナジートウショウ 1987 f
          - タニノシスター 1993 f
            - ウオッカ 2004 f（東京優駿、天皇賞（秋）、ジャパンカップなどGI級競走7勝含む重賞8勝）

          - スリーアベニュー 2002 c（ガーネットステークス）

        - シスタートウショウ 1988 f（桜花賞）
        - トウショウオリオン 1993 c（北九州記念）
        - ジェーントウショウ 1996 f
          - シーイズトウショウ 2000 f（CBC賞2回、函館スプリントステークス2回、セントウルステークス）
            - ヴェルテックス 2017 c（名古屋グランプリ）

          - シータトウショウ 2003 f
            - ウルトラノホシ 2021 c（ネクストスター佐賀、カペラ賞、佐賀皐月賞、九州ダービー栄城賞）

    - リンダセニヨリータ 1966 f
      - ヤマトシャルダン 1973 f
        - サンエイソロン 1978 c（スプリングステークス、NHK杯、京都新聞杯、大阪杯）
        - レイホーソロン 1983 f（チューリップ賞）
          - サマニベッピン 1990 f（阪神牝馬特別など重賞3勝）
          - ダンツキッチョウ 2002 c（青葉賞）

        - ゴールドユウマ 1986 f
          - ミスズシャルダン 1995 c（小倉大賞典）

      - ミサキネバアー 1979 c（東京王冠賞、大井記念、天皇賞・春2着）

    - ヒデカブト 1967 c（札幌記念）
    - ヒデハヤテ 1969 c（阪神3歳ステークスなど重賞3勝）
    - ヒデシラオキ 1972 f
      - スプリーム 1979 f
        - シングルホーク 1983 f
          - テイエムダイオー 1996 c （京都ハイジャンプ、阪神ジャンプステークス）

    - レーシンググレイス 1977 f
      - ワイドバトル 1987 c（小倉大賞典）

    - クイーンシラオキ 1982 f
      - ダイカツストーム 1990 c（中山大障害・春）

  - ウインナー 1962 f
    - ナカヤマホマレ 1967 f
      - エイミ 1973 f
        - スーパーファントム 1984 c（京成杯）

    - カップスタン 1969 f
      - ニッコーテスコ 1977 f
        - グレースシラオキ 1984 f（根岸ステークス）

    - タイヨウシラオキ 1972 f
      - コーリンオー 1981 c（スワンステークス）

    - ニシノコダマ 1975 f
      - アイアンシロー 1982 c（金杯・東）

  - ミスアシヤガワ 1964 f
    - ミスシラオキ 1975 f
      - ジョーディアレスト 1983 f
        - ジョーディシラオキ 1997 f（チューリップ賞）
        - ヒミツヘイキ 1999 c（ユニコーンステークス、報知グランプリカップ、平和賞）

      - スターサンシャイン 1986 c（毎日杯、京都4歳特別）

    - ヨシカマダ 1976 f
      - ロイヤルシラオキ 1983 f
        - メモリアルスポート1994 f
          - ディアヤマト 2005 c（兵庫ジュニアグランプリ）

    - レディーシラオキ 1978 f
      - キャンペンガール 1987 f
        - スペシャルウィーク 1995 c（東京優駿、天皇賞・春、天皇賞・秋、ジャパンカップなど重賞9勝）

  - マルブツドーター 1968 f
    - マルブツロンリー 1984 f（サファイヤステークス）

牝系図の出典：Galopp-Sieger

## 血統
| シラオキの血統（ブランドフォード系 / Isingrass 5×5=6.25%、Gallinule 5×5=6.25%、Orby 5×5=6.25%） | シラオキの血統（ブランドフォード系 / Isingrass 5×5=6.25%、Gallinule 5×5=6.25%、Orby 5×5=6.25%） | シラオキの血統（ブランドフォード系 / Isingrass 5×5=6.25%、Gallinule 5×5=6.25%、Orby 5×5=6.25%） | （血統表の出典）              | （血統表の出典） |
| 父 *プリメロ Primero 1931 鹿毛 アイルランド                                                     | 父の父Blandford 1919 黒鹿毛 イギリス                                                            | Swynford                                                                                        | John o'Gaunt                  | John o'Gaunt     |
| 父 *プリメロ Primero 1931 鹿毛 アイルランド                                                     | 父の父Blandford 1919 黒鹿毛 イギリス                                                            | Swynford                                                                                        | Canterbury Pilgrim            |                  |
| 父 *プリメロ Primero 1931 鹿毛 アイルランド                                                     | 父の父Blandford 1919 黒鹿毛 イギリス                                                            | Blanche                                                                                         | White Eagle                   | White Eagle      |
| 父 *プリメロ Primero 1931 鹿毛 アイルランド                                                     | 父の父Blandford 1919 黒鹿毛 イギリス                                                            | Blanche                                                                                         | Black Cherry                  |                  |
| 父 *プリメロ Primero 1931 鹿毛 アイルランド                                                     | 父の母Athasi 1917 鹿毛 アイルランド                                                             | Farasi                                                                                          | Desmond                       | Desmond          |
| 父 *プリメロ Primero 1931 鹿毛 アイルランド                                                     | 父の母Athasi 1917 鹿毛 アイルランド                                                             | Farasi                                                                                          | Molly Morgan                  |                  |
| 父 *プリメロ Primero 1931 鹿毛 アイルランド                                                     | 父の母Athasi 1917 鹿毛 アイルランド                                                             | Athgreany                                                                                       | Galloping Simon               | Galloping Simon  |
| 父 *プリメロ Primero 1931 鹿毛 アイルランド                                                     | 父の母Athasi 1917 鹿毛 アイルランド                                                             | Athgreany                                                                                       | Fairyland                     |                  |
| 母 第弐スターカツプ 1937 栗毛 日本                                                              | 母の父*ダイオライト Diolite 1927 鹿毛 イギリス                                                  | Diophon                                                                                         | Grand Parade                  | Grand Parade     |
| 母 第弐スターカツプ 1937 栗毛 日本                                                              | 母の父*ダイオライト Diolite 1927 鹿毛 イギリス                                                  | Diophon                                                                                         | Donnetta                      |                  |
| 母 第弐スターカツプ 1937 栗毛 日本                                                              | 母の父*ダイオライト Diolite 1927 鹿毛 イギリス                                                  | Needle Rock                                                                                     | Rock Sand                     | Rock Sand        |
| 母 第弐スターカツプ 1937 栗毛 日本                                                              | 母の父*ダイオライト Diolite 1927 鹿毛 イギリス                                                  | Needle Rock                                                                                     | Needlepoint                   |                  |
| 母 第弐スターカツプ 1937 栗毛 日本                                                              | 母の母スターカツプ 1930 鹿毛 日本                                                               | *シアンモア Shian Mor                                                                           | Buchan                        | Buchan           |
| 母 第弐スターカツプ 1937 栗毛 日本                                                              | 母の母スターカツプ 1930 鹿毛 日本                                                               | *シアンモア Shian Mor                                                                           | Orlass                        |                  |
| 母 第弐スターカツプ 1937 栗毛 日本                                                              | 母の母スターカツプ 1930 鹿毛 日本                                                               | フロリスト                                                                                      | *ガロン                       | *ガロン          |
| 母 第弐スターカツプ 1937 栗毛 日本                                                              | 母の母スターカツプ 1930 鹿毛 日本                                                               | フロリスト                                                                                      | 第四フロリースカツプ F-No.3-l |                  |

1907年に小岩井農場がイギリスから輸入した20頭の繁殖牝馬のうちの1頭・フロリースカップの流れを汲む。母第弐スターカップ、祖母スターカップ、曾祖母フロリストはいずれも名繁殖馬として知られ、それぞれに掛け合わされている種牡馬も代々最高のものである。特にフロリストからはスターカツプを含む4頭の帝室御賞典優勝馬に加え、第11回東京優駿優勝馬ミナミホマレなどが出ている。

### 主な近親
- タツテル（半弟 - 京阪杯）
- ホマレイチ（半弟 - 大阪杯）
- タイセイホープ（従弟 - 皐月賞）
- ヤマニンモアー（従弟 - 天皇賞・春、阪神大賞典、金杯・東、京阪杯）
- ケンホウ（従妹 - 桜花賞、カブトヤマ記念）
- ケンロクオー（従弟 - セントライト記念）
- ハクリユウ（大伯父 - 帝室御賞典、優勝内国産馬連合競走、横浜特別、目黒記念・秋、中山四千米）
- ハクセツ（大叔父 - 帝室御賞典、横浜特別、目黒記念、中山四千米、オールカマーハンデキャップ）
- アカイシダケ（大叔父 - 帝室御賞典、横浜特別、中山四千米）
- ミナミホマレ（大叔父 - 東京優駿）